# هارولد هنت
هارولد هنت (بالإنجليزية: Harold Hunt)‏ هو مدير فني أمريكي، ولد في 12 ديسمبر 1907 في ميلفورد في الولايات المتحدة، وتوفي في 1 نوفمبر 1992.